# Kunadacs
Kunadacs es un pueblo en el condado de Bács-Kiskun, en la región de la Gran Llanura del Sur del sur deHungría.

## Geografía
Tiene una superficie de 89,9 kilómetros cuadrados y tiene una población de 1 345 personas (2024).